# Teleologische Extension
Die teleologische Extension ist in der juristischen Methodenlehre ein Vorgehen zur Ausfüllung von Gesetzeslücken.

## Mittel zur Ausfüllung von Lücken im Gesetz
Die teleologische Extension ist – ebenso wie der umgekehrte Fall der teleologischen Reduktion – neben der Analogie ein Unterfall der Rechtsfortbildung und ermöglicht dem Rechtsanwender die Anwendung einer Norm auf Fälle bzw. Sachverhalte, die außerhalb des Wortlautes der Norm liegen. Grundlage für die Anwendung der Norm, die über die Grenzen des Wortlautes hinausgeht, sind Überlegungen auf der Grundlage der Teleologie, d. h. von Sinn und Zweck der Norm.

## Beispiel
Gem. § 107 BGB bedarf ein Minderjähriger zu einer Willenserklärung, durch die er nicht lediglich einen rechtlichen Vorteil erlangt, der Einwilligung seines gesetzlichen Vertreters.
Nicht geregelt ist der Fall, dass eine Erklärung für den Minderjährigen rechtlich neutral ist, d. h. für ihn weder einen rechtlichen Vorteil bringt, aber jedenfalls auch keinerlei rechtlichen Nachteil.
§ 107 schützt den Minderjährigen vor ihm nachteiligen Rechtsfolgen von Willenserklärungen jeder Art (z. B. Vertragserklärungen), deren Reichweite er – als Minderjähriger – womöglich nicht umfassend voraussehen bzw. abschätzen kann. Dadurch, dass die Norm die Einwilligung des Vertreters erfordert, wird die „Handlungsfähigkeit“ des Minderjährigen zu seinem eigenen Schutz beschränkt. Nach diesem (Schutz-)Zweck der Norm besteht keine Notwendigkeit, den Minderjährigen – auch – vor rechtlich neutralen Erklärungen zu schützen (und seine Handlungsfähigkeit zu beschränken). Im Wege teleologischer Extension wird die in § 107 enthaltene Ausnahmeregelung auch auf rechtlich neutrale Willenserklärungen erstreckt. Nach anderer Ansicht handelt es sich um eine teleologische Reduktion, da der Anwendungsbereich des Tatbestands auf rechtlich nachteilhafte Rechtsgeschäfte beschränkt wird.